# Ninel Lukanina
Ninel Vassilievna Lukanina (en rus Нинель Васильевна Луканина; 18 de setembre de 1937) va ser una jugadora de voleibol soviètica que va competir durant la dècada de 1960.
El 1964 va prendre part en els Jocs Olímpics de Tòquio, on guanyà la medalla de plata en la competició de voleibol.
A nivell de clubs jugà al Neftyanik de Bakú (1961) i CSKA (1961-1968). Guanyà 4 vegades la lliga soviètica i dues edicions de la Copa d'Europa (1966, 1967). En retirar-se va treballar com a professora d'educació física.